# 哥拉巴園
32°44′03.69″N 129°52′08.93″E / 32.7343583°N 129.8691472°E

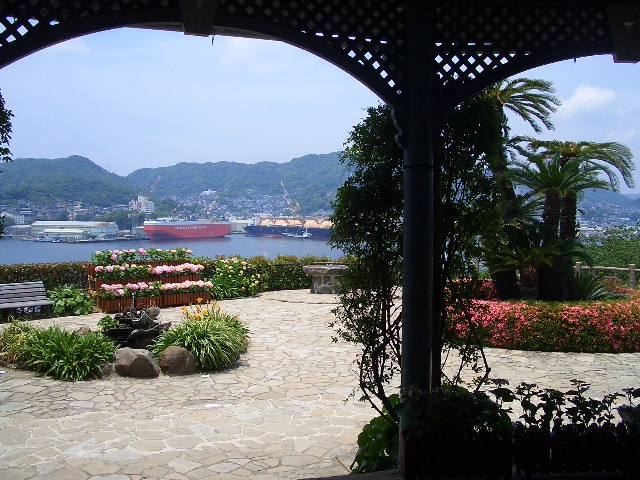
從舊哥拉巴住所所看見的長崎港

哥拉巴園是位於日本長崎縣長崎市南山手町地區的一個旅遊景點，為1859年長崎開放外國通商後，英國商人湯瑪士·布雷克·哥拉巴、弗雷德裡克•林格、William J. Alt在此的住所。現被列為世界遺產九州、山口的近代化工业遗产群。

## 建築

### 舊哥拉巴住宅

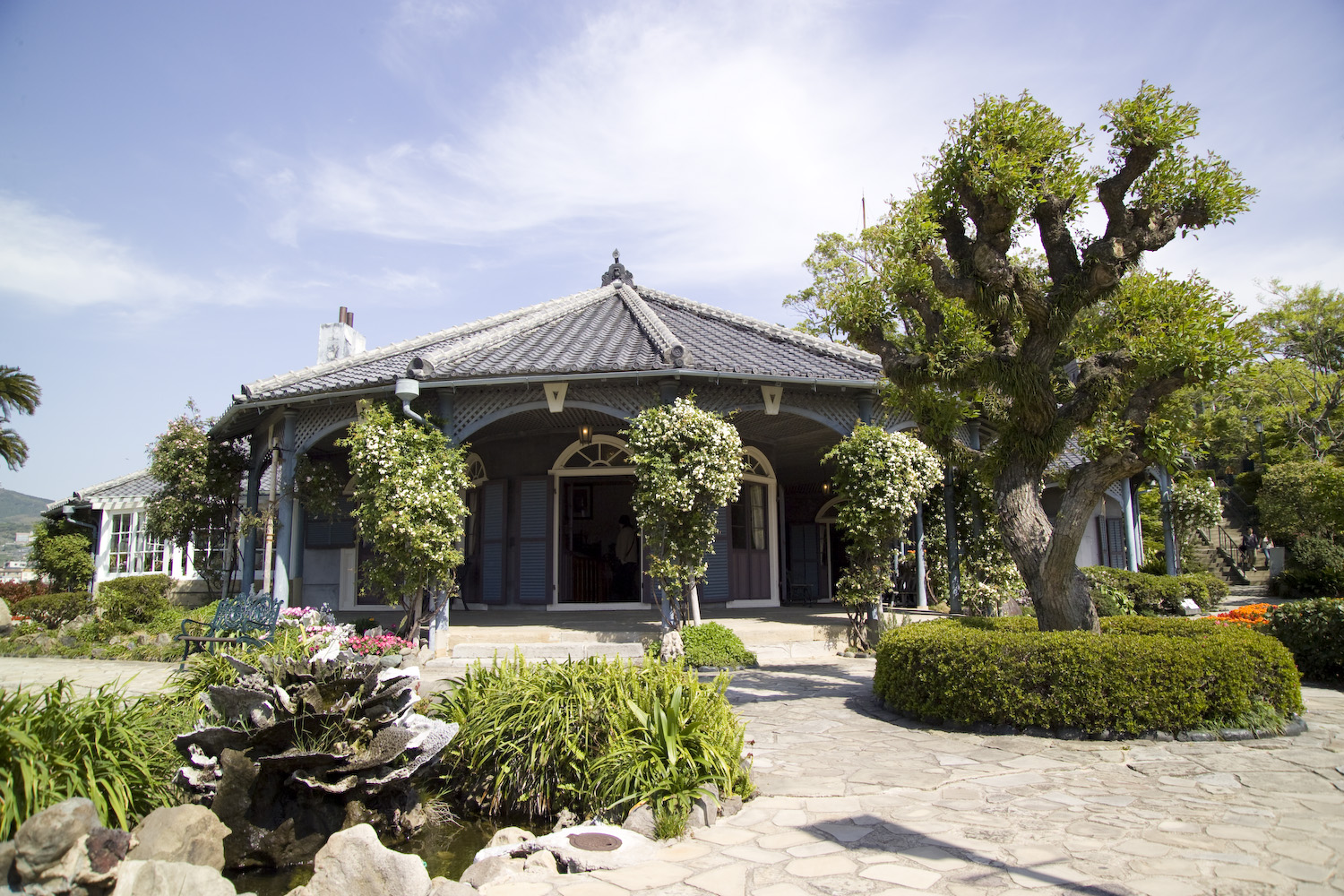
舊哥拉巴住宅

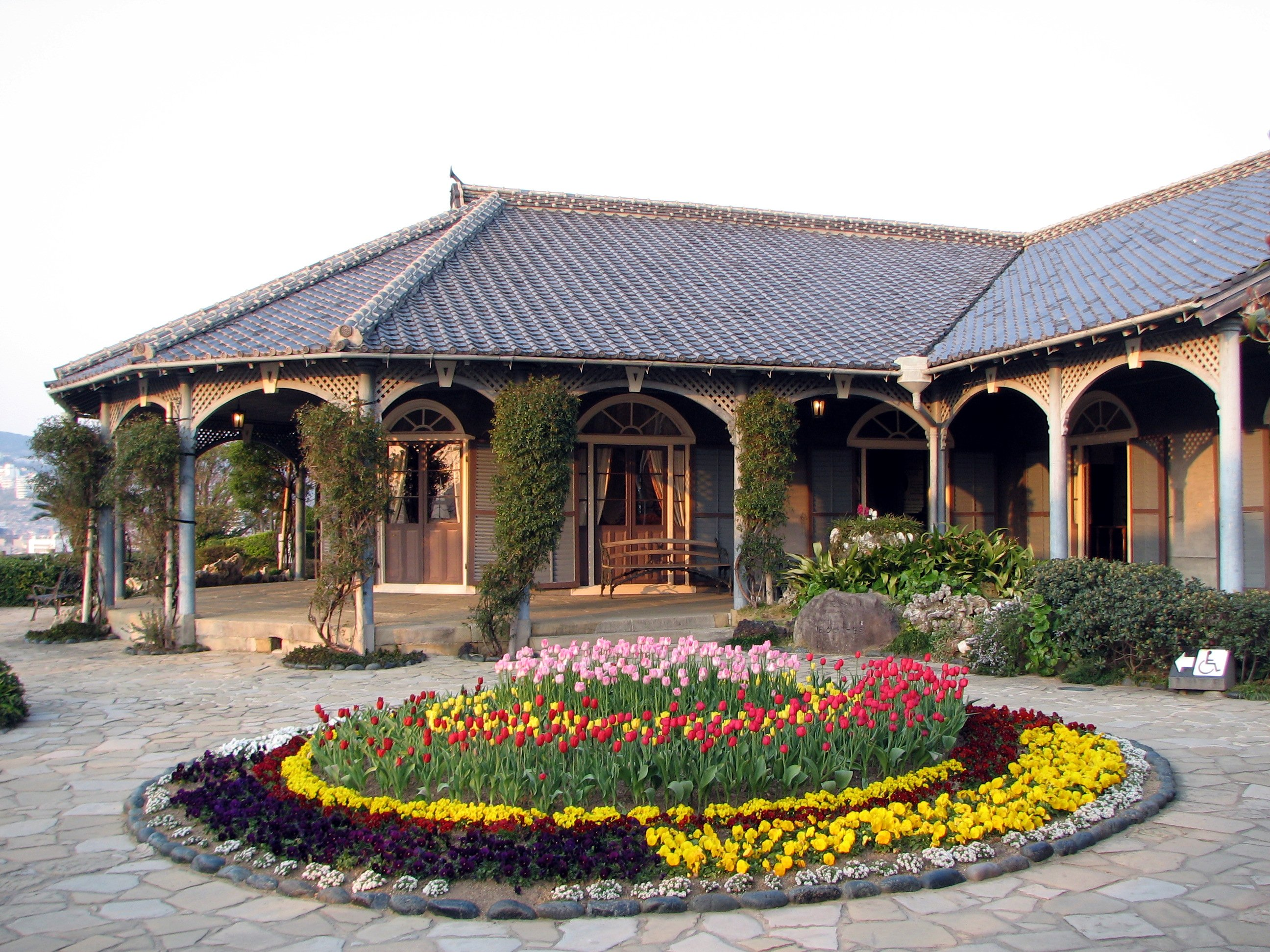
接待室附近的外觀

為木造平房，建築面積510.8平方公尺，附屬建築也是木造平屋，建築面積129.2平方公尺。為英國商人湯瑪士·布雷克·哥拉巴（Thomas Blake Glover, 1838年 - 1911年）的住所，現發現有1861年的借地記錄，以及在修理建築時發現有1863年的文件資料，現被認定為日本現存最古老的木造西式建築。
1911年湯瑪士·布雷克·哥拉巴過世後，由兒子倉場富三郎（1870年 - 1945年，日英混血，日本籍）繼承此屋，但在二次大戰期間，其英國血統的身分讓日本政府懷疑可能為英國提供情報，而此建築又可鳥瞰整個長崎港區，因此在日本興建武藏號戰艦時，日本政府在1939年強制讓三菱重工業長崎造船所取得此建築所有權。二次大戰後，一度成為美軍宿舍；1957年三菱造船為慶祝成立100年，將房屋交付給長崎市政府，1961年被列入國家重要文化財。

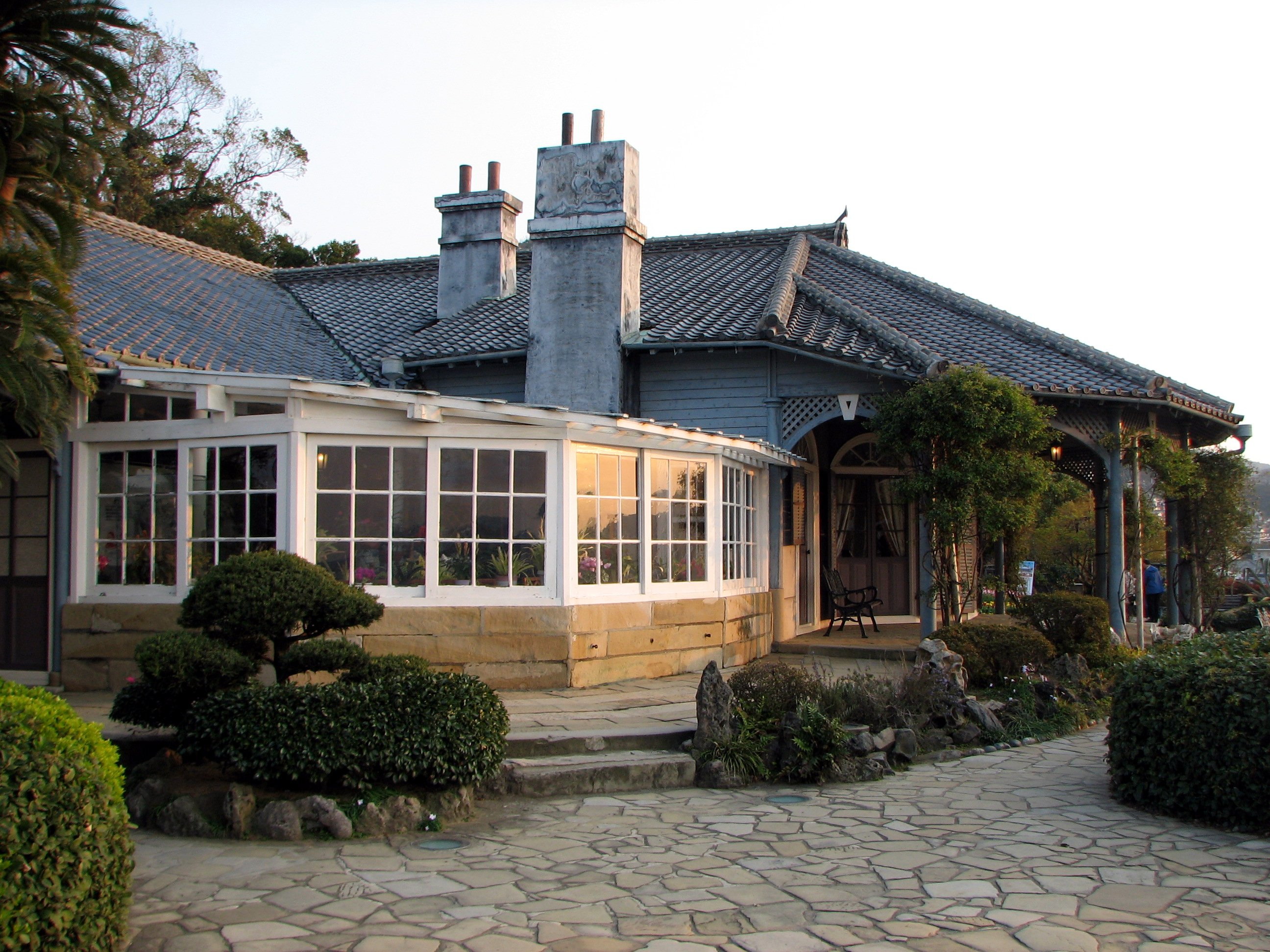
北側外觀
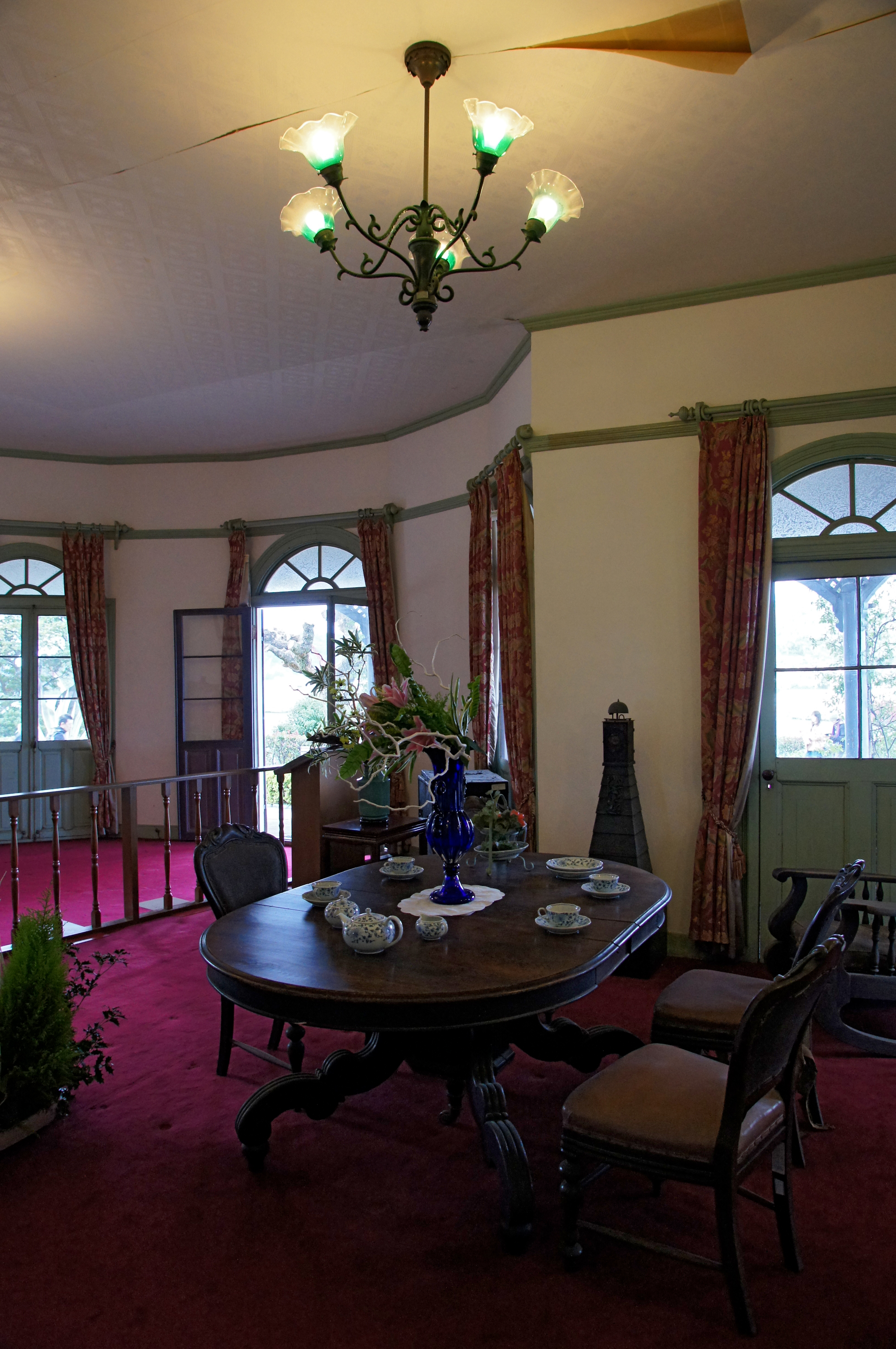
接待室

### 舊林格住宅（弟）

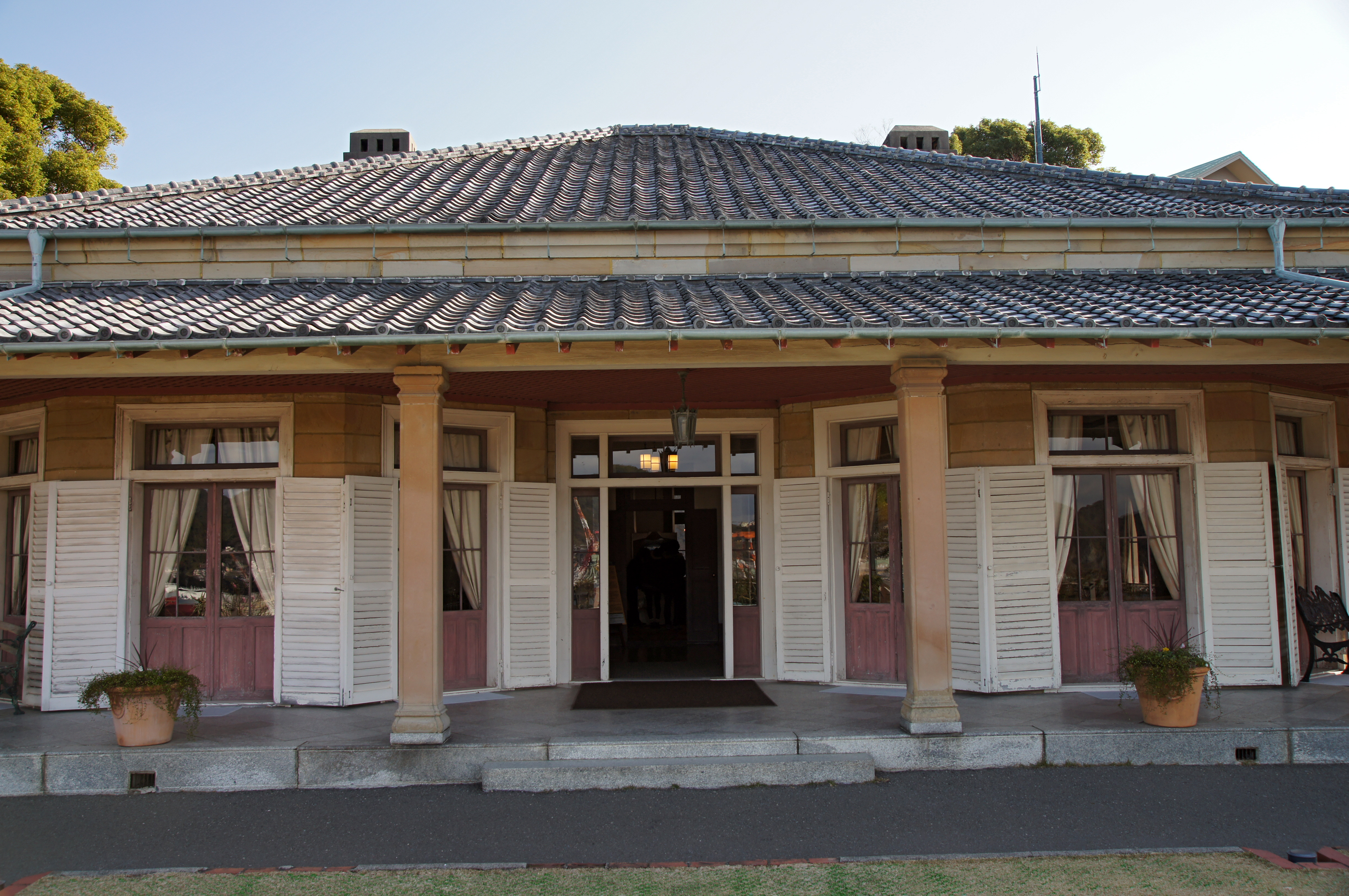
舊林格住宅

木造平房，建築面積385.0平方公尺，為哥拉巴商會（托馬斯・布莱克・哥拉巴在日本設立的公司）幹部弗雷德裡克•林格（Frederic Ringer, 1838年 - 1907年）的住所，1907年過世後，由次男繼續居住，由於同一時期林格家族也買下了相鄰的舊Alt住宅，並由長子繼承，因此此建築野被標記為「舊林格住宅（弟）」做為區分，一直到二次大戰期間的1942年林格一家人離開日本，建築所有權轉給川南造船所，戰後在1965年成為長崎市政府所有，1966年被列入國家重要文化財。

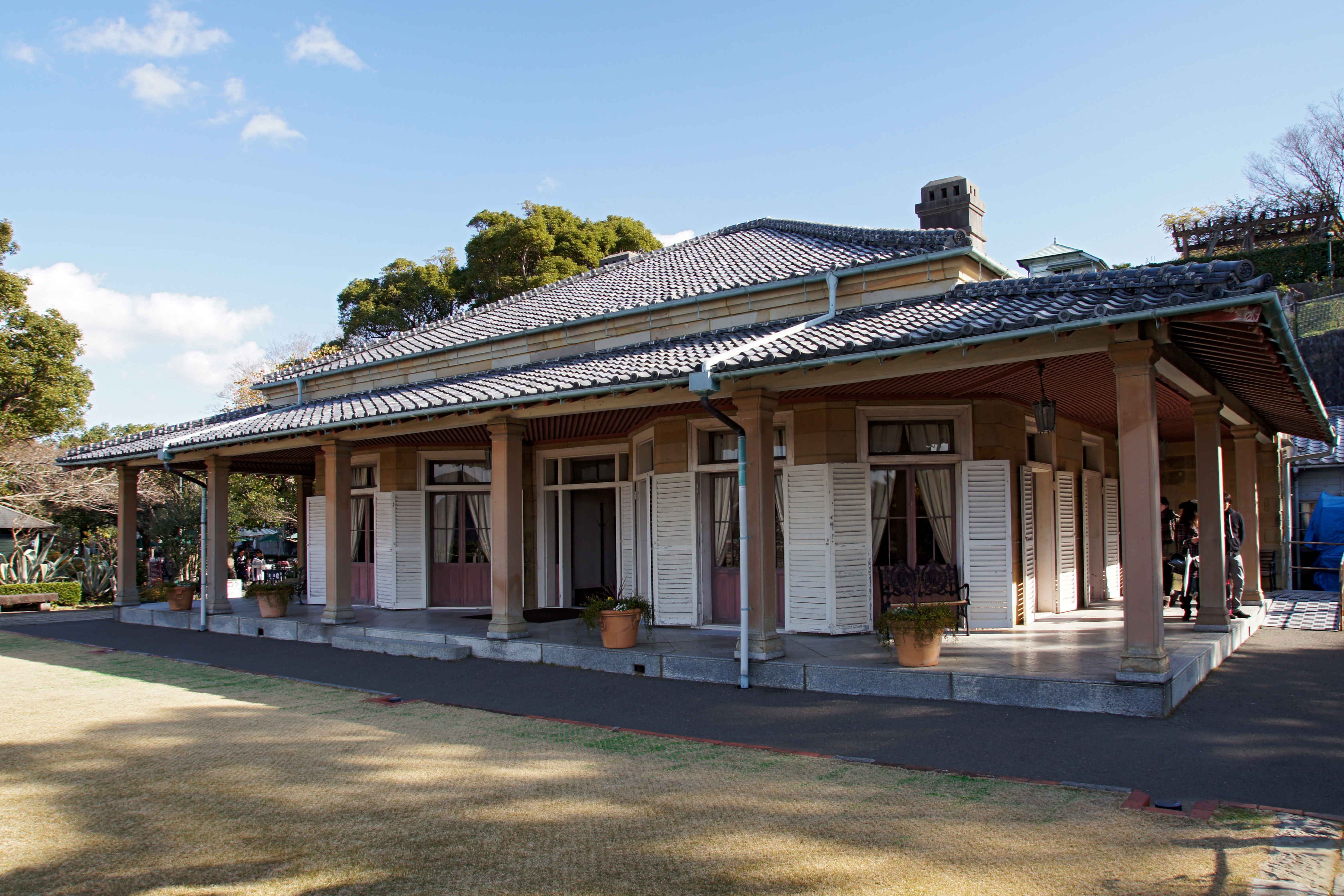
全景
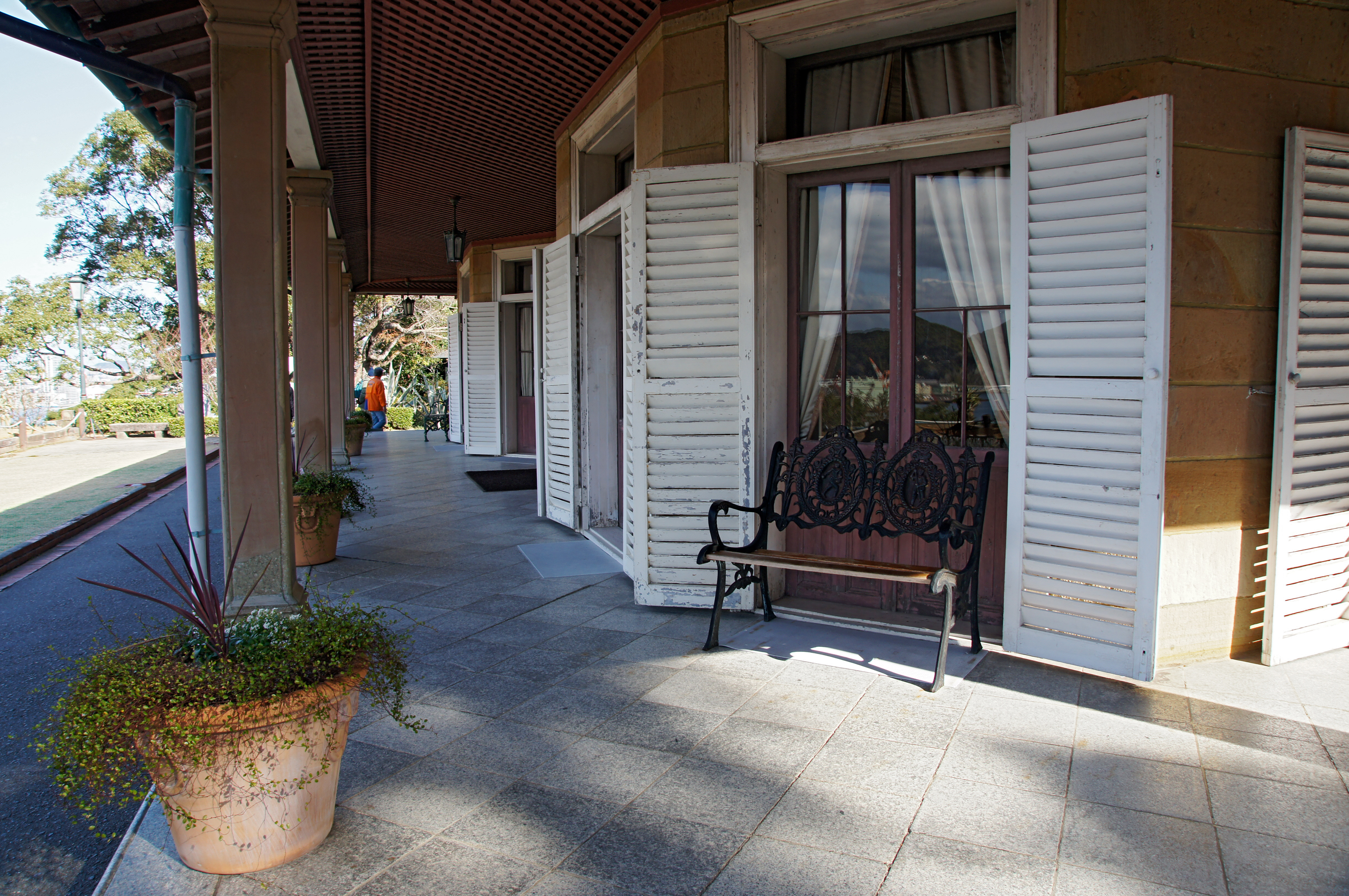
寢室付近的陽台
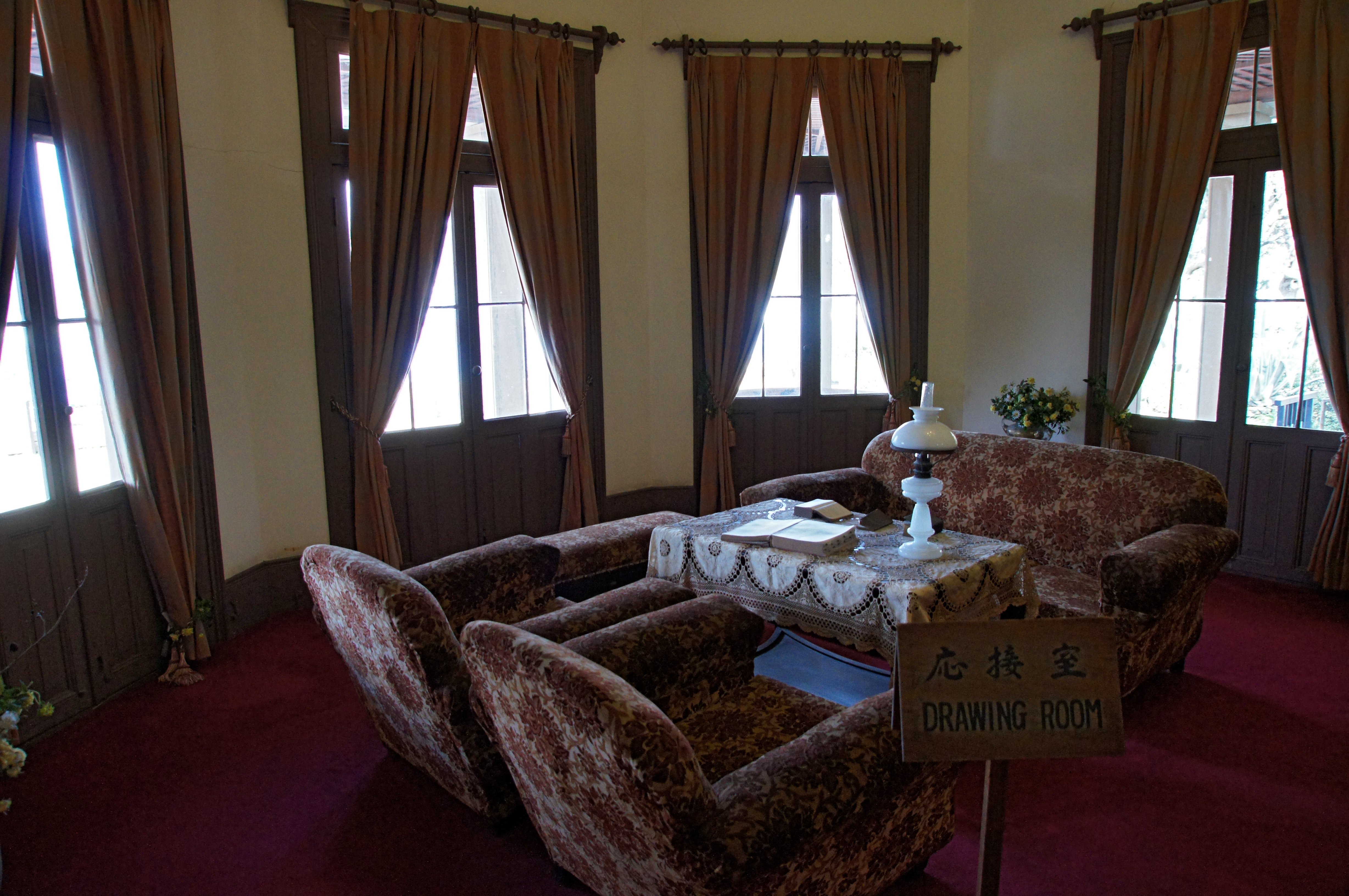
接待室

### 舊Alt住宅

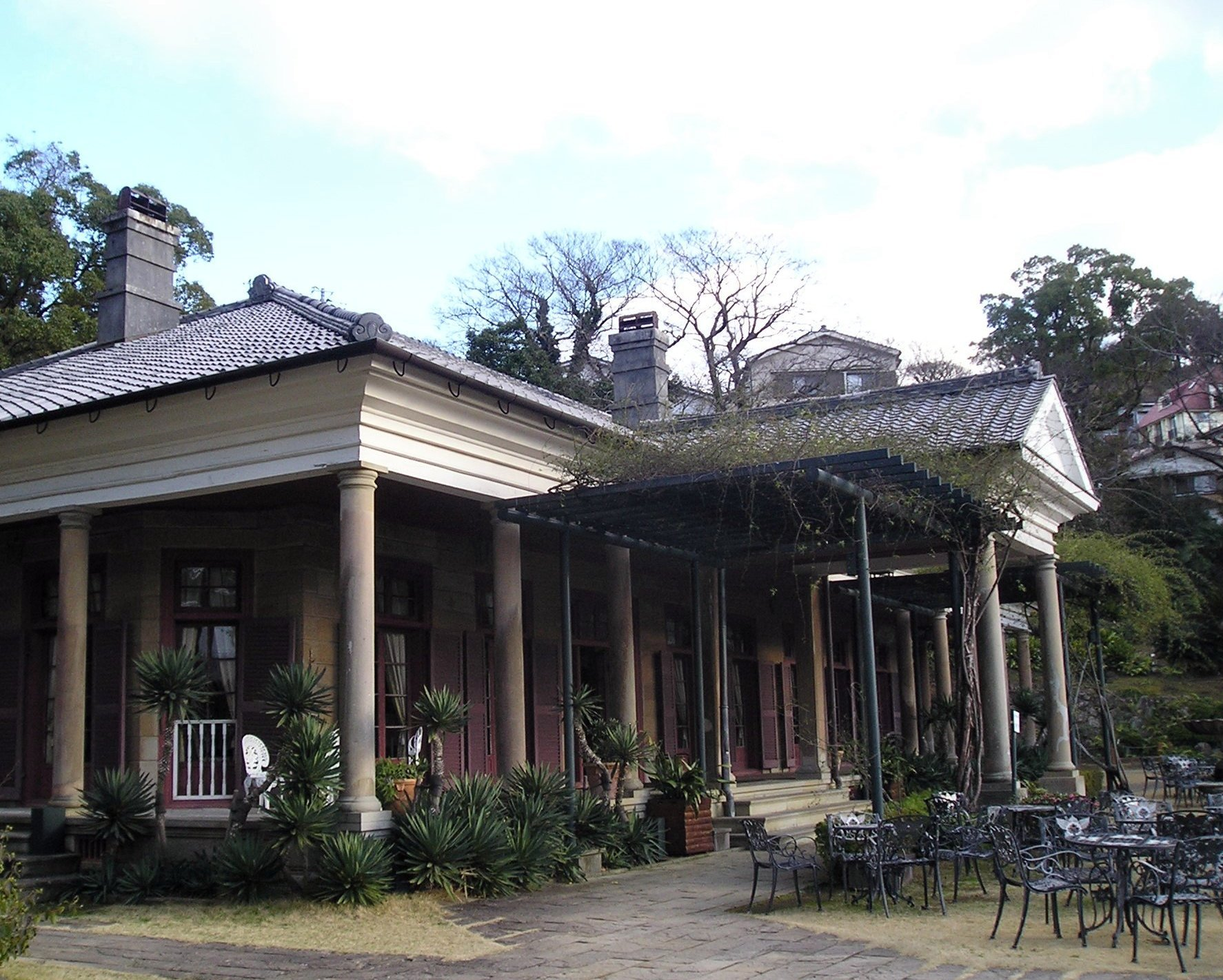
舊Alt住宅

木造平房，建築面積494.4平方公尺，附屬建築為磚造平房，建築面積92.4平方公尺，倉庫為磚造平屋，建築面積12.5平方公尺。最初居住者為英國商人William J. Alt，於1859年來到長崎，建築約於1865年興建，1867年後開始使用，1871年售出，1880年一度為活水女學校所使用，1903年被鄰居雷德裡克•林格所購入，而後為長子所繼承，也因此此建築也會被標記為「舊林格住宅（兄）」和林格家原本的建築區分。一樣在二次大戰期間由川南造船所取得所有權。1970年轉給長崎市政府後，1972年被列入國家重要文化財。

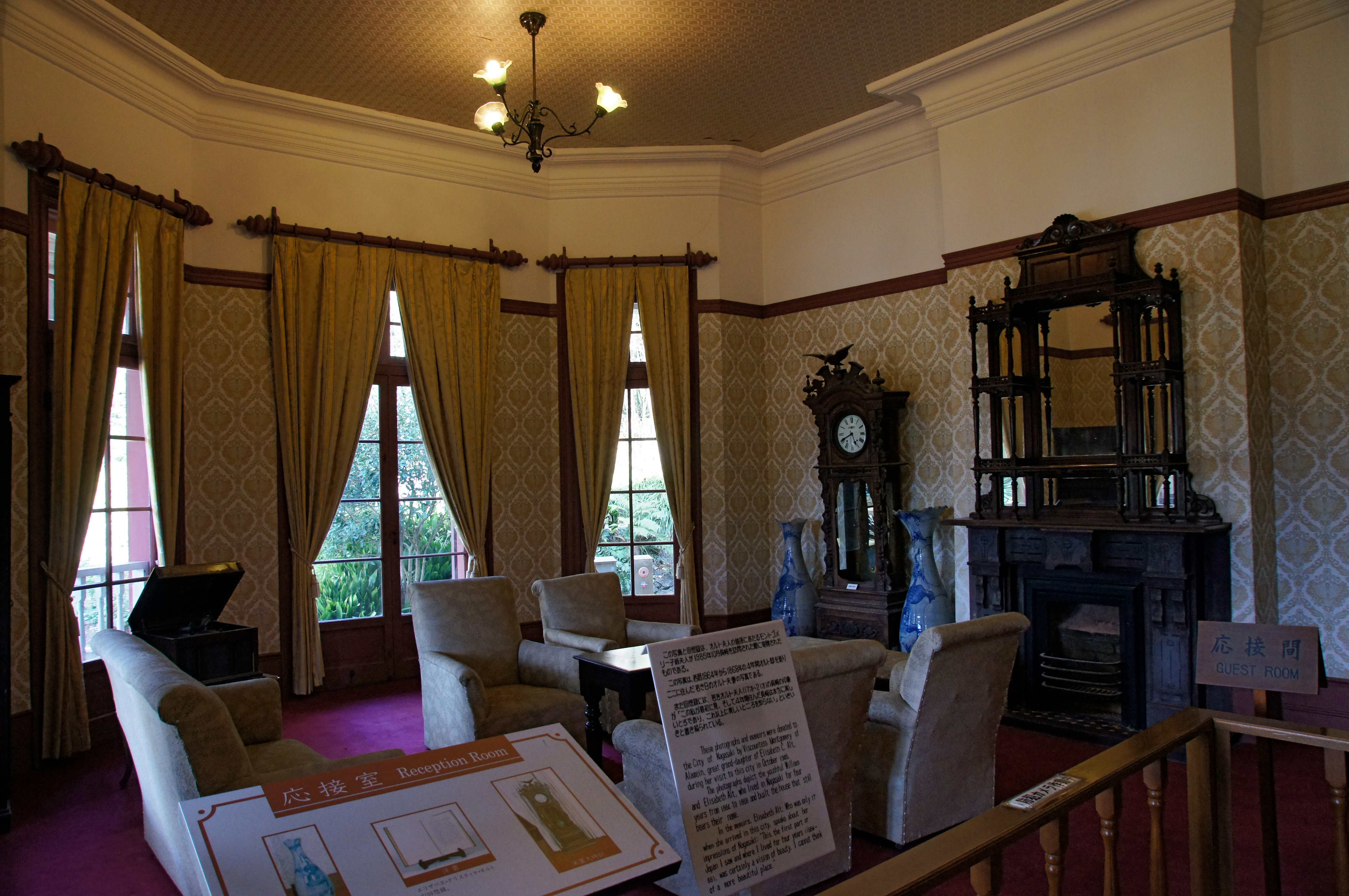
接待室
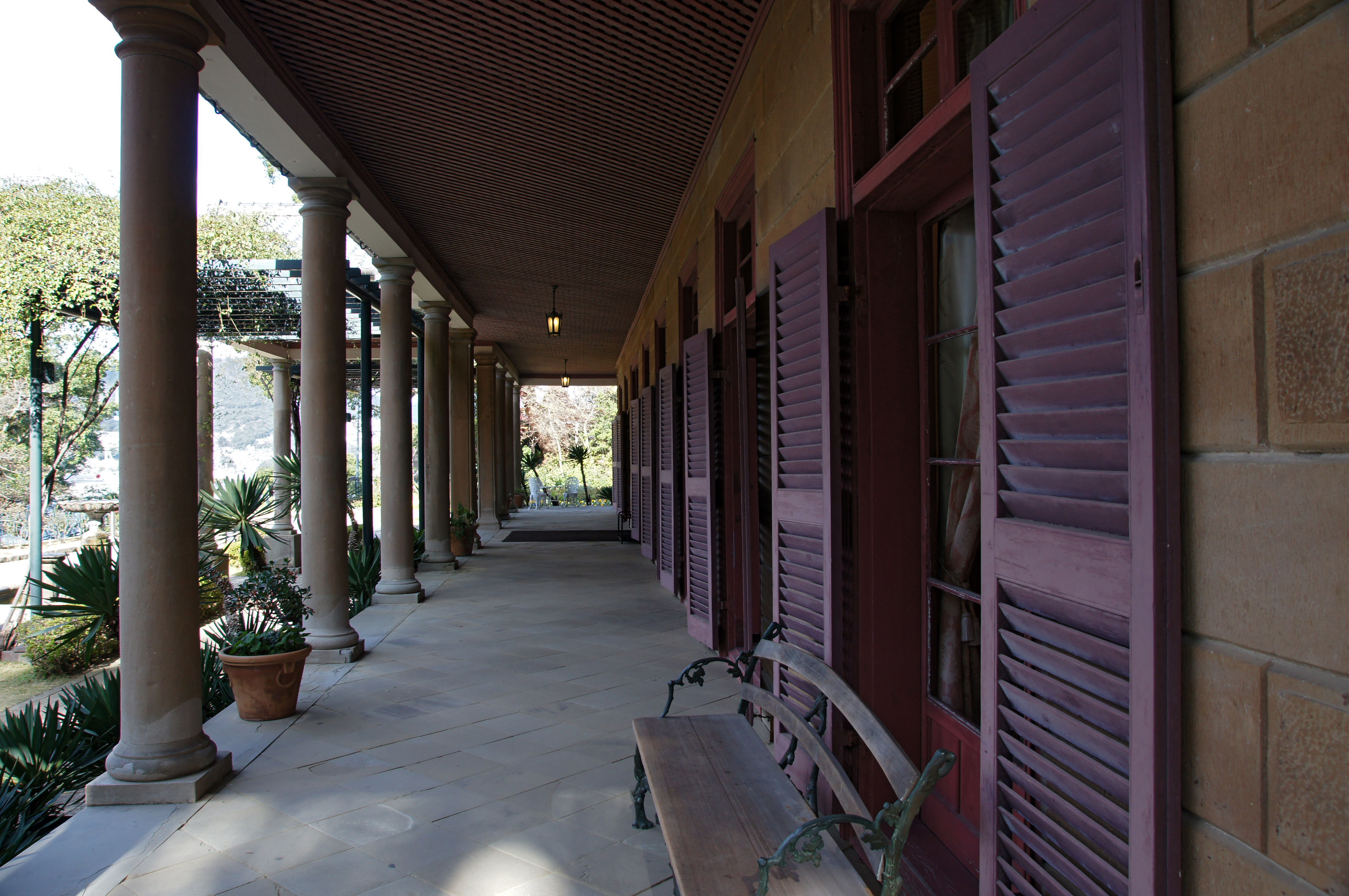
西側陽台
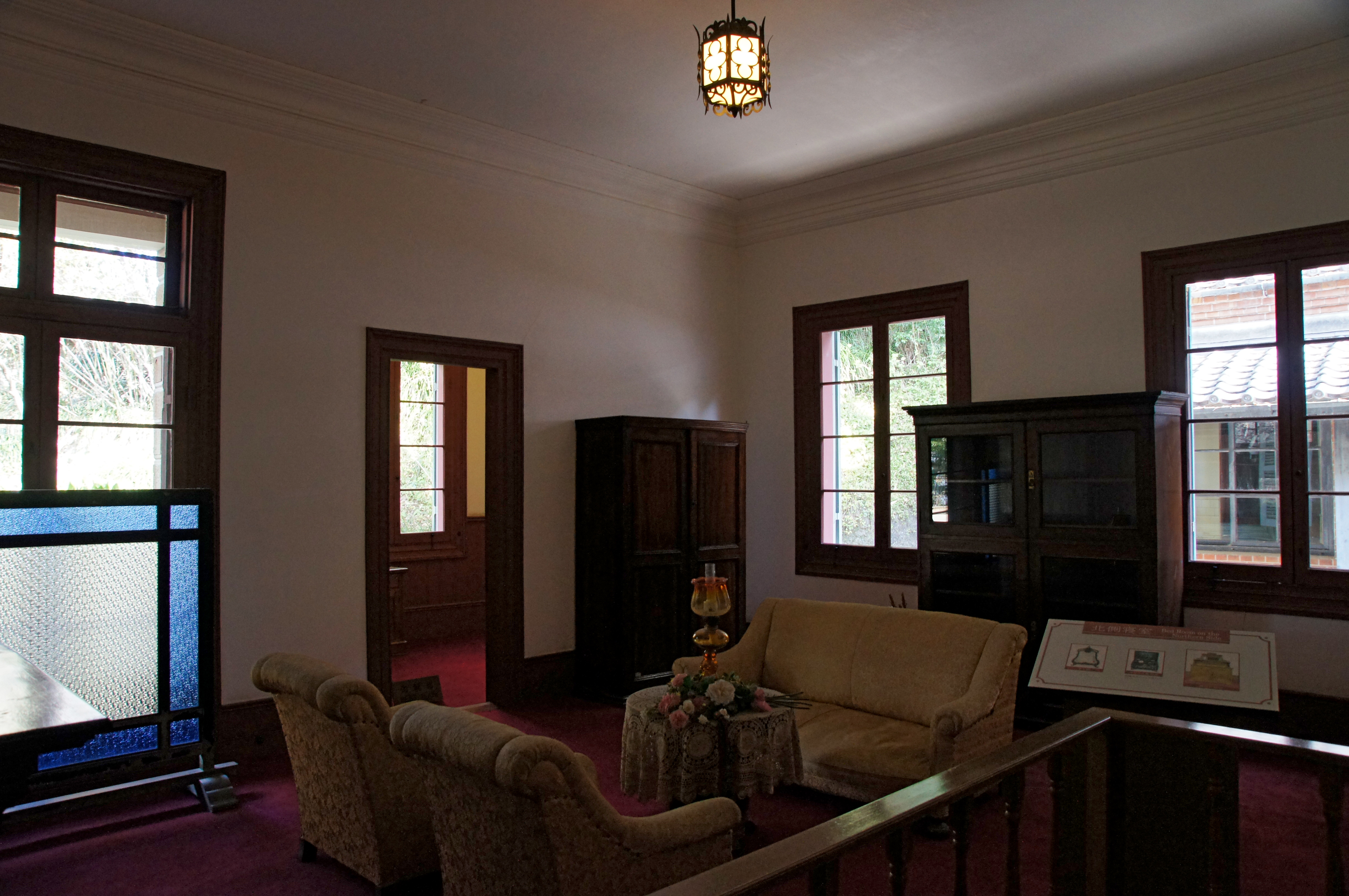
北側寝室
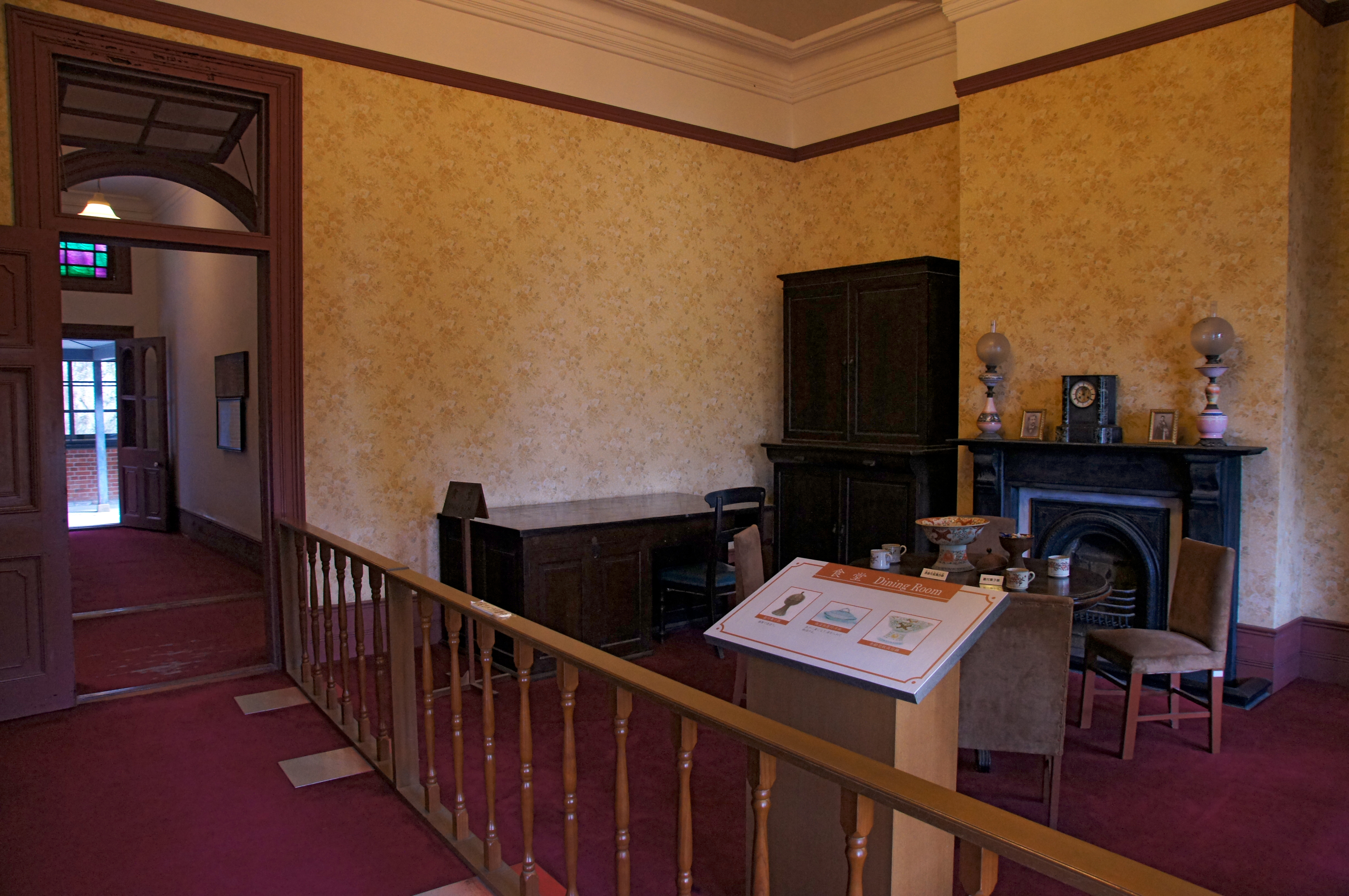
餐廳和附屬建築
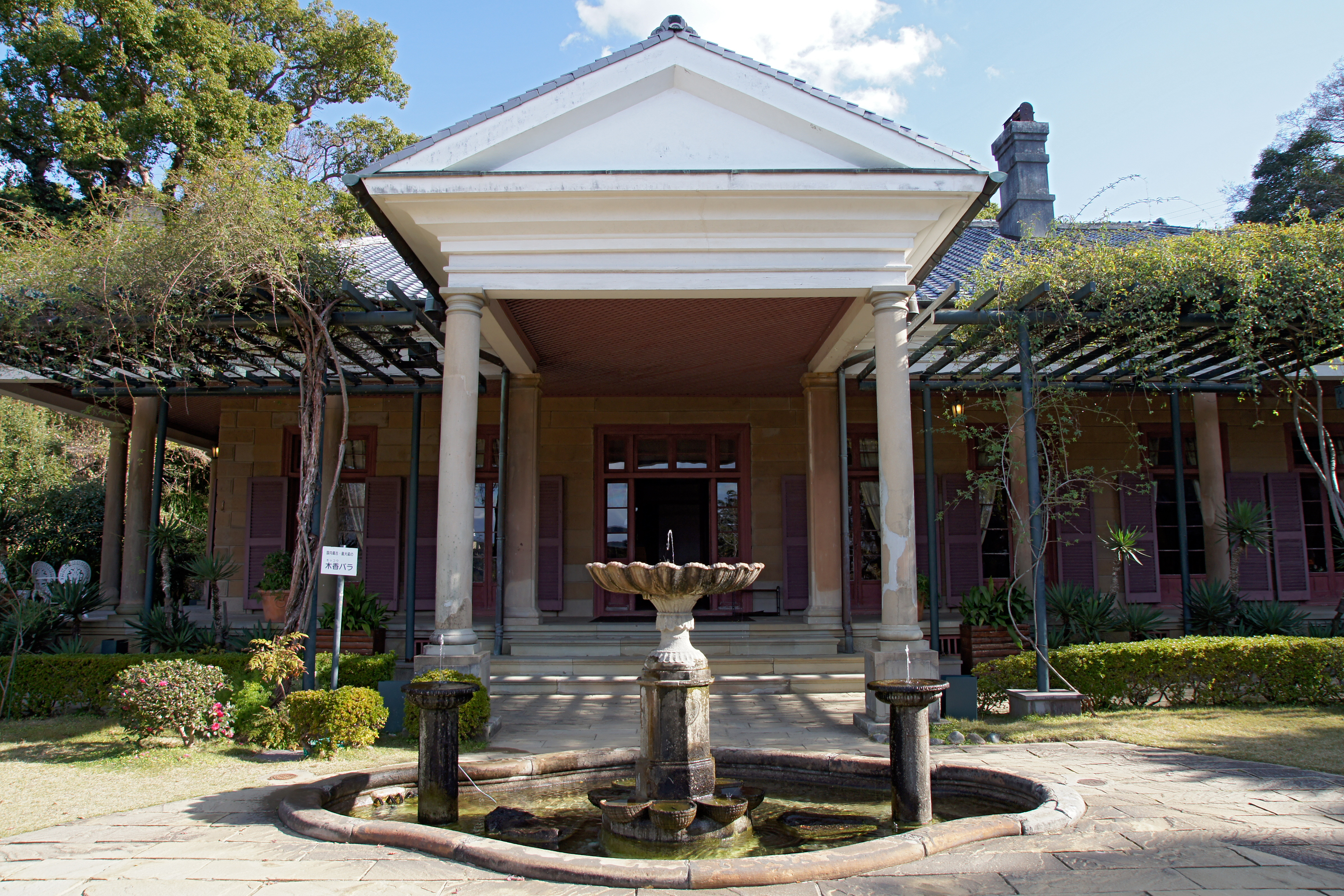
建築正面

## 年表
- 1939年6月30日：三菱重工業長崎造船所從哥拉巴之子倉場富三郎買下「哥拉巴住宅」。
- 二次大戰期間：三菱造船所做為俱樂部使用。
- 1945年：美軍接收做為司令官住所。
- 解除接收後，長崎市政府與三菱造船所協調，希望能將建築轉讓給市政府做為觀光發展用。
- 1957年10月10日：三菱重工業以長崎造船所創立100年之理由，將「哥拉巴住宅」贈與長崎市，包括土地約1,277坪、建築物約173坪。
- 1958年：長崎市政府開始進行修繕工程，並局部開放參觀。
- 1961年：舊哥拉巴住宅列為日本國家重要文化財。
- 1965年12月25日：長崎市政府以1,800萬日圓買下南山手町的舊林格（弟）住宅及庭園。
- 1966年：舊林格住宅被列為日本國家重要文化財，同年開放參觀。
- 1970年：長崎市政府取得舊Alt住宅及土地，完成修復後開始開放參觀。
- 1972年5月15日：舊Alt住宅列為日本國家重要文化財。
- 1972年5月19日：長崎市政府取得位於飽之浦町的舊三菱第2船屋。
- 1972年9月27日：長崎市政府取得位於東山手町的舊鋼鐵紀念學校。
- 1973年：長崎市政府先後取得馬町的舊自由亭和南山手町的舊ウォーカー住宅。
- 1974年9月3日：第2期的哥拉巴住宅地區觀光設施整理完成，並將前述長崎市政府取得的各建築完成遷入。同時開始使用「哥拉巴園」的名稱。
- 1975年9月23日：長崎市政府取得位於片淵町的舊長崎商工表門衛所。
- 1976年3月：舊長崎商工表門衛所遷入並完成復原。
- 1977年7月1日：長崎市政府取得位於上町的舊長崎地方裁判所長官舍。
- 1979年3月：舊長崎地方裁判所長官舍遷入並完成復原。

## 外部連結
- （日語） 哥拉巴園官方網頁（页面存档备份，存于）